# Cash (Geldkarte)
CASH war die im Jahr 1996 eingeführte schweizerische Elektronische Geldbörse, die im stationären Handel zum einfachen Bezahlen kleinerer Beträge bis 300 Franken eingesetzt werden konnte. Auf allen 4,1 Millionen (Stand 2006) Schweizer Maestro-Karten befand sich ein CASH-Chip.
Seit 1. September 2010 besitzen neue Maestrokarten keine CASH-Funktion mehr; als Ersatz waren neutrale CASH-Karten erhältlich. Der Dienst wurde per 31. Dezember 2013 eingestellt.
Vergleichbar in Deutschland ist die Geldkarte, in Österreich Quick.